# Liste der Massaker an Aborigines
Dies ist die Liste der Massaker an Aborigines, den Ureinwohnern Australiens. Nach Schätzungen von Henry Reynolds starben bei gewaltsamen Auseinandersetzungen und Massakern 3.000 Siedler und 20.000 Aborigines. In Australien gab es eine Debatte über die Bewertung und den Einfluss, den die europäische Besiedlung auf die Aborigines hatte; sie wird unter dem Begriff History Wars geführt.

## 1800er Jahre
- Der Black War bezieht sich auf einen Zeitraum von stoßartig auftretenden Konflikten in den frühen 1800er Jahren zwischen den britischen Siedlern und tasmanischen Aborigines in Van Diemen’s Land (heute Tasmanien). Der Konflikt wurde als Genozid beschrieben, der in der Ausrottung der indigenen Tasmanier endete (Dennoch leben heute noch mehrere Tausend Tasmanier, die Aborigines unter ihren Vorfahren haben). Der Höhepunkt dieser Periode war in den 1830er Jahren die gewaltsame Entfernung der Überlebenden und die Deportation nach Flinders Island in der Bass Strait. Die speziell errichtete Siedlung war mit ihren schlechten Lebensbedingungen für die Aborigines ungeeignet und viele starben an den von Europäern eingeführten Krankheiten. Später wurden sie zu einer Siedlung an der Oyster Cove, südlich von Hobart, überführt. Einige der Nachfahren der tasmanischen Aborigines leben noch auf Flinders Island und auf der nahegelegenen Cape Barren Island.

### 1820er Jahre
- 1824 Bathurst Wars: Nachdem Aborigines um Bathurst sieben Europäer getötet hatten, wurde das Kriegsrecht ausgerufen und zahlreiche Aborigines getötet.[2][3]
- 1828 am 20. Februar: Cape-Grim-Massaker, Cape Grim, Tasmanien[4][5][6]

### 1830er Jahre
- 1830 Fremantle: Das erste offizielle Bestrafungskommando an Aborigines in Western Australia, angeführt von Captain Irwin im Mai 1830. Eine Abteilung von Soldaten unter Irwin attackierte ein Lager der Aborigines nördlich von Fremantle in dem Glauben, dass Männer sich unter ihnen befänden, die „in das Haus eines Mannes namens Paton eingebrochen und geplündert“ und Geflügel getötet hatten. Paton hatte mehrere Siedler zusammengerufen, die, bewaffnet mit Musketen, den Aborigines nachsetzten und sie nicht weit von seinem Haus fanden. „Der große Wilde, der der Häuptling zu sein schien, zeigte unmissverständlich Zeichen von Trotz und Verachtung“ und wurde dementsprechend erschossen. Irwin stellte fest:

„This daring and hostile conduct of the natives induced me to seize the opportunity to make them sensible to our superiority, by showing how severely we could retaliate their aggression.“ („Das wagemutige und feindliche Benehmen der Ureinwohner ließ mich die Gelegenheit ergreifen, sie für unsere Überlegenheit zu sensibilisieren und ihnen zu zeigen, wie heftig wir ihre Aggressionen vergelten können.“) Bei den Aktionen der nächsten Tage wurden weitere Aborigines getötet und verwundet.
- 1833 bis 1834 Convincing-Ground-Massaker an Gunditjmara: Am Land nahe Portland in Victoria fand das größte aufgezeichnete Massaker Victorias statt. Walfänger und die lokalen Kilcarer Gunditjmara stritten über einen gestrandeten Wal. Je nach Quelle gab es 60 bis 200 Opfer.[9]

- 1834 Kampf von Pinjarra, Western Australia: Nach offizieller Aufzeichnung wurden 14 Aborigines getötet, andere Quellen machen höhere Angaben.[10][11]
- 1838 Waterloo-Creek-Massaker: Eine Abteilung der berittenen Polizei von Sydney attackierte am 26. Januar, dem 50. Jahrestag der Besiedelung Australiens durch Weiße, ein Lager der Kamilaroi im Buschland am Waterloo Creek.[12]
- 1838 Benalla: Im April des Jahres suchte eine Gruppe von 18 Männern, die Angestellte von George Faithfull und William Faithfull waren, neues Land südlich von Wangaratta. Dann, in der Nähe von der heutigen Stadt Benalla, hat nach Aussagen der Gruppe eine große Anzahl von Aborigines das Camp der Gruppe attackiert. Mindestens ein Koori und etwa acht bis dreizehn Europäer starben beim Faithfull-Massaker. Vergeltungsmaßnahmen fanden in den folgenden Jahren statt und führten zum Tod von bis zu 100 Aborigines. Die Gründe für die Attacke sind unklar, allerdings behaupten einige Quellen, dass die Männer auf Aborigines geschossen hatten und sie allgemein provoziert haben.[13] Wahrscheinlich campten sie an einem zeremoniellen Ort, genannt 'Kangaroo ground'. Die Kolonialregierung entschied sich nach dem Massaker, das Land südlich des Yass „zu öffnen“ und unter Britische Verwaltung zu bringen, womit einerseits versucht wurde, die Aborigines zumindest auf dem Papier durch das Britische Gesetz zu schützen als auch andererseits neues Land für die Siedler zu erhalten.
Es wurden noch weitere Morde an den Aborigines begangen, so in Warangaratta am Ovens River und in Murchison. In Murchison hatte Dana, ein Mitglied des Native-Police-Corps, die Leitung. Der junge Edward Curr, der bei der Gruppe unter Dana dabei war, sagte später, er könne es nicht über sich bringen, über das zu sprechen, was er gesehen hat; außer dass er mit den offiziellen Reporten nicht übereinstimmt. Weitere Vorfälle werden berichtet aus den Orten Mitchelton und Toolamba.
- 1838 am 8. Juni fand der Yaldwyn-Run mit sieben bis acht getöteten Aborigines bei Barfold in Victoria statt.
- 1838 am 10. Juni Myall-Creek-Massaker: 28 Menschen werden in Myall Creek nahe Inverell getötet. Es ist das erste Massaker an Aborigines, für welches Europäer vor Gericht gestellt wurden. Elf Männer wurden des Mordes angeklagt, aber freigesprochen. In einem weiteren Verfahren wurden sieben Männer für den Mord an einem Aborigine-Kind angeklagt, wofür sie schuldig gesprochen und gehängt wurden.
- 1839 Mai – Juni Campaspe-Plains-Massaker, Campaspe Creek, Central Victoria: Es wurden Aborigine der Völker Daung Wurrung und Dja Dja Wurrung getötet.[14]
- Mitte 1839 Murdering-Gully-Massaker nahe Camperdown, Victoria: In diesem Massaker wurde der Tarnbeere Gundidj Clan vom Stamm der Djargurd Wurrung ausgelöscht.[15]
- Aktion der berittenen Polizei am Mount Alexander im Juni 1839.
- 1830er bis 1840er Jahre Wiradjuri-War: Die Zusammenstöße zwischen europäischen Siedlern und den Wiradjuri waren sehr brutal, speziell um Murrumbidgee. Der Verlust der Fischerei-Gebiete und wichtiger religiöser Orte sowie die Tötung mehrerer Aborigines wurde vergolten durch Attacken mit Speeren auf Rinder und deren Hüter. In den 1850ern wurden immer noch Korroboris (Tanzzeremonien) um Mudgee durchgeführt und es kam in diesem Zeitraum zu weniger Zusammenstößen. In Murrumbidgee fanden die Zeremonien noch bis in die 1890er Jahre statt. Mit der europäischen Besiedlung sank die Bevölkerung der Aborigines vorübergehend.

### 1840er Jahre
- 1840 bis 1850 Gippsland-Massaker: Es fand an den Gunai im Osten von Gippsland als Antwort auf den Widerstand der Aborigines gegen die europäische Besiedlung ihres Landes statt. Die tatsächliche Anzahl der Toten ist unbekannt, da nur wenige Aufzeichnungen existieren oder zu dieser Zeit gemacht wurden. Anhand der verfügbaren Nachweise (Briefe und Tagebüchern) wurde eine Zahl von 300 ermittelt, es könnten aber auch mehr als 1.000 Ermordete sein:[16]
- 1840 bis 1849 wurden an den Jardwadjali zahlreiche Massaker im Gariwerd-Gebiet begannen und am 8. März das Fighting-Hills-Massaker. Nahe Wando Vale wurde am Clan der Konongwootong gundidj ein Massaker mit 40 oder bis zu 80 Opfern von William Whyte, George Whyte, Pringle Whyte, James Whyte, John Whyte und von drei ihrer Arbeiter namens Daniel Turner, Benjamin Wardle, William Gillespie begangen.[17]
- 1839 oder 1840 Die Blood-Hole-Massaker am Stamm der Dja Dja Wurrung.[18]
- 1840 am 1. April Fighting-Waterholes-Massaker: Es wurde nahe dem Konongwootong Becken – am Clan der Konongwootong gundidj vom Stamm der Jardwadjali begangen. Dieses zweite Massaker an zahlreichen alten Männern, Frauen und Kindern hat vermutlich den Clan vernichtet. Begangen von Arbeitern der Farm, angeführt von den Gebrüdern Whyte.[17]
- 1841 Wonnerup-Massaker: George Layman wurde in Wonnerup House, Capel, Western Australia, durchspeert von einem Wardandi (Wardan = Ozean) namens Gaywer, als er sich weigerte, eine Aborigine-Frau freizulassen, die im Haus festgehalten wurde. Das führte zum Wonnerup-Massaker, bei dem weiße Siedler Seite an Seite durch den Tuart-Wald ritten und dabei mehr als 250 Menschen auf ihrem Stammesland töteten. Die Toten wurden wohl im Ludlow-Wald begraben, wo derzeit Sand von Cable Sands abgebaut wird.[19]
- 1841 im August Rufus-River-Massaker: 35 Maraura wurden bei einem zweitägigen Konflikt mit Polizei und Freiwilligen aus Adelaide getötet, nachdem es bereits mehrere Monate gewalttätige Spannungen nach dem Diebstahl von Schafen und Rindern gegeben hatte.
- 1842 Eumerella Wars: Sie fanden über einen Zeitraum von 20 Jahren in der Mitte der 1800er Jahre statt. Die Überreste der Beteiligten sind in Deen Maar beerdigt.
- 1842 oder 1846/47 Richmond-River-Massaker: 100 Menschen am Richmond River, New South Wales wurden getötet.
- 1843 Western District, Victoria: 17 Aborigines erschossen von Captain Dana und der Native Police.[20]
- 1846 im August Blanket-Bay-Massaker, Cape Otway, Victoria: Vergewaltigung und Ermordung der lokalen Gadubanud – Schätzungen schwanken zwischen 7 und 20 getöteten. Einige Berichte sagen, dass das Massaker eine Aktion der Native-Police-Corps, geführt von Captain Foster Fyans, war.[21]

### 1850er bis 1890er Jahre
- 1865 führte die La-Grange-Massaker unter der Führung von Maitland Brown eine Expedition in der Umgebung von La Grange Bay in der Kimberley-Region von Western Australia durch, die zu bis zu 20 toten Aboriginals führte. Die Expedition wurde mit dem Explorers' Monument in Fremantle gefeiert.
- 1868, 17. Februar: Flying-Foam-Massaker am Dampier-Archipel, Western Australia: Nachdem ein Polizist und ein Siedler nach einer Festnahme eines Aborigines von den Jaburara umgebracht worden waren, töteten zwei Gruppen von Siedlern, geführt von den prominenten Rinderzüchtern Alexander McRae und John Withnell, eine unbekannte Anzahl von Jaburara. Schätzungen reichen von 20 bis 150.[22]
- 1874 im Februar: Das Massaker von Barrow Creek (NT) bei dem der berittene Polizist Samuel Gason den Barrow Creek erreichte und eine Polizeistation eröffnete. Acht Tage später attackierte eine Gruppe von Kaytetye die Station, entweder aus Vergeltung für die Behandlung von Kaytetye-Frauen oder das Absperren ihrer einzigen Wasserquelle, oder beides. Zwei weiße Männer wurden getötet, einer verletzt. Samuel Gason führte eine großangelegte Polizeijagd gegen die Kaytetye, bei der viele Aborigine-Männer, Frauen und Kinder getötet wurden – manche Quellen sprechen von bis zu 90 Toten.[23] Skull Creek erhielt seinen Namen wegen der gebleichten Knochen, die viel später gefunden wurden.[24]
- 1876 Goulbolba-Hill-Massaker im zentralen Queensland: Es war ein großes Massaker, das Männer, Frauen und Kinder betraf. Sie waren das Resultat von der Vertreibung der Aborigines von ihren Jagdgebieten durch Siedler, weil die Aborigines nun gezwungen waren, Schafe und Rinder als Nahrung zu jagen. Eine Gruppe der Native Police wurde ausgesendet, um die Gruppe der Aborigines „aufzulösen“. Dabei starben etwa 300 Aborigines, Frauen und Kinder eingeschlossen.
- 1880er bis 1890er Jahre Arnhem Land: Serie von Auseinandersetzungen und Kriegen zwischen den Yolngu und Weißen. Mehrere Massaker auf der Florida-Ranch.[25] Richard Trudgen[26] beschreibt auch mehrere Massaker in der Gegend, einschließlich eines Vorfalls, bei dem Yolngu vergiftetes Pferdefleisch erhielten, nachdem sie zuvor einige Rinder getötet und gegessen hatten. Nach ihrem Gesetz war es ihr Land, auf dem sie das unveräußerliche Recht hatten, Tiere von ihrem Land zu essen. Viele Menschen starben bei diesem Vorfall. Trudgen erwähnt auch ein Massaker 10 Jahre später, als Yolngu Stacheldraht von einer Trommel mitnahmen, um Speere zum Fischen zu bauen. Männer, Frauen und Kinder wurden von der berittenen Polizei gejagt.
- 1884 Battle Mountain: 200 Kalkadoon werden nahe Mount Isa getötet, nachdem ein chinesischer Schäfer ermordet worden war.
- 1887 Halls Creek, Western Australia: Mary Durack deutet an, dass es eine Verschwörung der Verschwiegenheit über die Massaker an Djara, Konejandi und Walmadjari gegeben hat. Weiße Goldgräber hätten Aborigines attackiert, und nach Vergeltungsaktionen der Aborigines schließlich die Massaker begangen. John Durack wurde mit einem Speer erstochen, was zu dem Massaker in Kimberley führte.
- 1890 Speewah-Massaker, Queensland: Der frühe Siedler John Atherton nahm Rache an den Djabugay, indem er eine Kavallerie aus von ihm auf dem Hof angestellten Aborigines sendete, um das Töten eines Bullens zu rächen. Andere unbestätigte Berichte berichten von weiteren Gräueltaten in der Gegend.[27]
- 1890 bis 1920 Kimberley – The Killing Times: Im Osten der Kimberleys wurde etwa die Hälfte der Aborigines massakriert als Vergeltungsmaßnahme für das Erlegen von Rindern und nachdem Aborigines europäische Siedler aus Rache getötet hatten.

## 1900er Jahre
- 1890 bis 1920 Kimberleys – „The Killing Times“: Die Massaker, die unten aufgeführt sind, wurden in moderner Aborigine-Kunst dargestellt von der Gemeinschaft der Warmun von Turkey Creek, deren Mitglieder davon betroffen waren. Die Geschichte der Massaker wurde mündlich überliefert und Künstler wie Rover Thomas haben sie dargestellt.
- 1906 bis 1907 Canning Stock Route: Eine unbestimmte Anzahl von Frauen und Männern der Mardu wurde als abschreckendes Beispiel vergewaltigt und massakriert, nachdem sie gefangen und gefoltert worden waren. Sie sollten verraten, wo ihre Wasserquellen waren, nachdem sie zunächst von Reitern gejagt worden waren, dann in schwere Ketten gelegt und nächtens an Bäume gefesselt worden waren. Aus Vergeltung für diese Behandlung und dem Diebstahl von kulturellen Artefakten zerstörten Aborigines einige Brunnen von Canning. Sie töteten hin und wieder weiße Reisende, um sie zu bestehlen. Eine königliche Kommission entlastete 1908 Canning, nachdem der Erforscher der Kimberleys und Lord Mayor von Perth, Alexander Forrest auftrat und erklärte, dass alle Erforscher in dieser Weise gehandelt haben.[28]
- 1915 Massaker am Mistake Creek: Sieben Kija wurden in Mistake Creek, im Osten der Kimberleys, angeblich von Constable Rhatigans Männern getötet. Das Massaker war wohl eine Vergeltungsmaßnahme dafür, dass die Kija eine Kuh Rhatigans getötet hatten. Die Kuh wurde angeblich lebend gefunden, nachdem das Massaker bereits stattgefunden hatte. Rhatigan wurde für vorsätzlichen Mord verhaftet, weil die Mörder auf von ihm zur Verfügung gestellten Pferden ritten. Die Beschuldigungen wurden aus Mangel an Beweisen an seiner persönlichen Beteiligung fallengelassen.[29] Der Historiker Keith Windschuttle bestreitet die Version, die vom früheren General-Gouverneur von Australia, William Deane, November 2002 beschrieben wurde. Windschuttle fand heraus, dass das Massaker am 30. März 1915 und nicht in den 1930er Jahren stattfand, und dass es nicht eine Vergeltungsmaßnahme der Weißen wegen einer Kuh, sondern ein „interner Streit zwischen verschiedenen Aborigines auf einer Ranch wegen einer Frau war. Keine Europäer waren verantwortlich. Es gab keinen Disput über eine gestohlene Kuh und es hatte nichts zu tun mit Terra Nullius oder dass Aborigines Untermenschen seien.“[30] Allerdings haben Mitglieder des Kija-Stammes aus der Gemeinschaft von Warmun (Turkey Creek) das Massaker in ihrer Kunst dargestellt.[31] Insbesondere die Malerei des späten Rover Thomas und seiner Frau zeigen die Massaker als Teil seiner Serie „Killing Times“ mit den Bildern „Bedford Downs“ (1985) und „Mistake Creek“ (1990) von Thomas Rover[32][33] und „Texas Downs Station“ (1996) von McKenzie.[34]

### 1920er Jahre
- 1924 Bedford-Downs-Massaker: Eine Gruppe von Kija wurde gefangen genommen, nachdem sie einen Bullen erlegt hatten. Als sie aus dem Gefängnis freigelassen wurden, mussten sie zu Fuß die 200 Kilometer zurück zur Viehzuchtstation Bedford Downs laufen, wo sie dazu angehalten wurden, Holz zu fällen, das später zur Verbrennung ihrer Körper benutzt wurde. Nachdem sie ihre Arbeit beendet hatten, wurde ihnen Essen mit Strychnin gereicht und die Leichen anschließend verbrannt.[35]
- 1926 Forrest-River-Massaker in den Kimberleys: Im Mai 1926 wurde Fred Hay, ein Rinderzüchter, von Lumbia, einem Aborigine, mit dem Speer getötet. Eine Polizeipatrouille, angeführt von den Wachtmeistern James St. Jack und Denis Regan, verließ Wyndham am 1. Juni, um den Mörder zu jagen. In der ersten Juli-Woche wurde Lumbia, der beschuldigte Mann, nach Wyndham gebracht. In den darauffolgenden Monaten kreisten Gerüchte von einem Massaker ausgeübt durch eine Polizei-Gruppe. Pastor Ernest Gribble von der Forrest-River-Mission (später Oombulgurri) behauptete, dass 30 Menschen von der Polizei-Gruppe getötet wurden. Eine königliche Kommission, geleitet von G. T. Wood, sendete eine Gruppe aus, um Beweismaterial zu sammeln und hörte Aussagen, die Gribble bestätigten. Die königliche Kommission kam zu dem Schluss, dass 11 Menschen massakriert und verbrannt wurden. Im Mai 1927 wurden St. Jack und Regan für den Mord an Boondung angeklagt, einer der 11 getöteten. Allerdings befand der Magistrat Kidson nach einer vorläufigen Anhörung einen Mangel an Beweisen, um ein Gerichtsverfahren einzuleiten. Nachfolgende Attacken an die Glaubwürdigkeit Gribbles veranlassten ihn, die Region zu verlassen. 1999 publizierte der Journalist Rod Moran das Buch Massacre Myth, worin er behauptet, dass das Massaker eine Erfindung Gribbles war; obwohl dies bestritten wird.[36]
- 1928 Coniston-Massaker: Ein Veteran des Ersten Weltkriegs erschoss 32 Aborigines in Coniston, Northern Territory, nachdem ein weißer Dingo-Trapper und Rancheigner von Aborigines attackiert worden war. Ein Überlebender des Massakers, Billy Stockman Tjapaltjarri, war später Mitglied der ersten Malergeneration in Papunya. Billy Stockman wurde von seiner Mutter gerettet, die ihn in einem Coolamon versteckte, einem Tragegefäß der Aborigines.[37] Ein Gericht befand, dass die Aktion der Europäer „gerechtfertigt“ gewesen sei.[38][39]

### Nach 1930
- 1932–1934 Caledon-Bay-Krise: Im Jahre 1932 wurden fünf japanische Fischer von Yolngu-Aborigines nach einem „Streit über Frauen“[40] ermordet. Eine Strafexpedition aus Darwin wurde vorgeschlagen, wie es beim Coniston-Massaker geschehen war. Diese wurde aber verhindert und stattdessen wurde die Angelegenheit vor Gericht gebracht und geregelt. Dieses Ereignis stellte einen wichtigen Wendepunkt in der Geschichte der Behandlung der Aborigines dar.